# Finnholmarna, Houtskär
Finnholmarna är en ö i Finland. Den ligger i Skärgårdshavet och i kommunen Pargas i den ekonomiska regionen  Åboland i landskapet Egentliga Finland, i den sydvästra delen av landet. Ön ligger omkring 59 kilometer väster om Åbo och omkring 210 kilometer väster om Helsingfors.
Öns area är 4,4 hektar och dess största längd är 310 meter i sydväst-nordöstlig riktning.